# كلام انتهى (أغنية)
أغنية فيلم محترم إلا ربع.

## صناع الأغنية
كلمات ملاك عادل
ألحان محمد عبد المنعم
توزيع أحمد عادل
غناء أحمد سعد